# Gongbusaurus shiyii
Gongbusaurus shiyii es una especie y tipo del género dudoso extinto Gongbusaurus de dinosaurio ornitópodo hipsilofodóntido que vivió a finales del período Jurásico, hace aproximadamente 156 millones de años, en el Oxfordiano, en lo que es hoy Asia.